# 空手之道世界連盟
空手之道世界連盟（からてのみちせかいれんめい）は、矢原美紀夫が首席師範を務める空手道団体。略称はKWF
一撃必殺、武士道精神の追求を理念としている。
技術体系は松涛館の流れを汲む。背中、腰、重心移動の連動に特に重点を置いている。
世界各国に支部を持ち、中でも南アフリカ共和国の「シェーン・ドーフマン」は、全松涛館流の世界大会において、組手で優勝している。